# キャノニア (小惑星)
キャノニア (1120 Cannonia) は、小惑星帯（メインベルト）に位置する小惑星の一つ。ロシアの天文学者であるペラゲーヤ・シャインがクリミア半島のシメイズで発見した。
恒星の分類法を確立したアメリカ合衆国の女性天文学者アニー・ジャンプ・キャノンから名付けられた。